# Super Stadium
A Super Stadium, észak-amerikai címén Nolan Ryan’s Baseball baseball-videójáték, melyet az Affect fejlesztett. A játékot Japánban 1991. július 2-án jelentette meg a SETA Corporation, míg Észak-Amerikában 1992 februárjában a Romstar, kizárólag Super Nintendo Entertainment System otthoni videójáték-konzolra. A játék egyik verziójához sem váltottak meg semmilyen liga- vagy játékosszövetség-licencet, azonban az észak-amerikai kiadás borítóján Nolan Ryan Texas Rangers-kezdődobó szerepel, aki egyben a játék egyetlen valós nevén megjelenő baseballozója.

## Játékmenet
A játék különböző játékmódjai közé tartozik a barátságos mérkőzés és a szezonmód, utóbbit csapatonként 10–100 mérkőzésre is lehet állítani. A Super Stadium a korszak baseballjátékaira nem jellemzően lehetőséget ad a pozíciójátékosok felváltó- vagy akár kezdődobókénti játszatására. A játékban nincs implementálva a kijelölt ütőjátékos szabálya, így a dobóknak is ütniük kell.

Képernyőkép az észak-amerikai kiadásból

A játékban nincs rájátszás az alapszakasz után, mivel az összes csapat egy ligában szerepel. Abban az esetben amikor az alapszakasz végén kettő vagy több csapat is az első helyen áll, akkor egy rövid egyenes kiesés bajnokság határozza meg a bajnokcsapatot. Ugyan a játékosok gyerekeknek néznek ki, azonban a dobásaik sebessége a kor Major League Baseball-dobóiéhoz hasonlóak. A játékosok a sebességbesorolásuktól függetlenül gyakran nagyon lassan futnak a védőjátékok során és a külső mezőről dobott dobások is gyakran gyengébbek, mint a belső mezőn végrehajtott hasonló dobások.
A játék az egész szezon alatt követi a baseballozók statisztikáját és minden játék után frissíti azokat. Baseballjátékosokat is lehet létrehozni, majd a többi csapat már meglévő játékosaiért vagy szabadúszókért is el lehet őket cserélni, illetve a képességpontjaikat is be lehet állítani.

## Fogadtatás
| Szerző  | Értékelés |
| ------- | --------- |
| AllGame | [ 2 ]     |

A Nintendo Power szerkesztője 66/100%-ot adott a játékra az irányítás, 60/100%-ot a játékmenetbeli kihívás, illetve 50/100%-ot az átfogó téma és szórakoztatás kategóriákban. Az AllGame szerkesztője 3/5 csillagra értékelte a játékot, dicsérve az irányítást, az animált közeli jeleneteket és a digitalizált hangeffekteket, viszont negatívumként kiemelte a grafikát és különböző játékmenetbeli problémákat.

## Fordítás
- Ez a szócikk részben vagy egészben  a   Nolan Ryan's Baseball című angol Wikipédia-szócikk ezen változatának fordításán alapul.  Az eredeti cikk szerkesztőit annak laptörténete sorolja fel. Ez a jelzés csupán a megfogalmazás eredetét és a szerzői jogokat jelzi, nem szolgál a cikkben szereplő információk forrásmegjelöléseként.

### Magazinok
- Nintendo Power, Pak Watch – Super Nintendo Entertainment System Development Dispatch, megjelenés: 1991. szeptember 1991, 28. lapszám, 97. oldal
- Nintendo Power, Now Playing Review – George és Rob, megjelenés: 1992. január, 32. lapszám, 102. oldal
- Nintendo Power, Review, megjelenés: 1992. január, 32. lapszám, 103. oldal